# Minardi M190
O  M190 foi o modelo da Minardi na temporada de 1990 da F1. Condutores: Paolo Barilla, Pierluigi Martini e Gianni Morbidelli. 

## Resultados[1]
(legenda) 
| Ano  | Chassi | Motor                | Pneus | N° | Pilotos           | 1   | 2   | 3   | 4   | 5   | 6   | 7   | 8   | 9   | 10  | 11  | 12  | 13  | 14  | 15  | 16  | Pontos | Posição  |  |
| ---- | ------ | -------------------- | ----- | -- | ----------------- | --- | --- | --- | --- | --- | --- | --- | --- | --- | --- | --- | --- | --- | --- | --- | --- | ------ | -------- |  |
|      |        |                      |       |    |                   |     |     |     |     |     |     |     |     |     |     |     |     |     |     |     |     |        |          |  |
|      |        |                      |       |    |                   | USA | BRA | SMR | MON | CAN | MEX | FRA | GBR | GER | HUN | BEL | ITA | POR | SPA | JAP | AUS |        |          |  |
| 1990 | M190   | Ford Cosworth DFZ V8 | P     | 23 | Pierluigi Martini |     |     |     | Ret | Ret | 12  | Ret | Ret | Ret | Ret | 15  | Ret | 11  | Ret | 8   | 9   | 01     | NC (11º) |  |
| 1990 | M190   | Ford Cosworth DFZ V8 | P     | 24 | Paolo Barilla     |     |     | 11  | Ret | NQ  | 14  | NQ  | 12  | Ret | 15  | Ret | NQ  | NQ  | NQ  |     |     | 01     | NC (11º) |  |
| 1990 | M190   | Ford Cosworth DFZ V8 | P     | 24 | Gianni Morbidelli |     |     |     |     |     |     |     |     |     |     |     |     |     |     | Ret | Ret | 01     | NC (11º) |  |

↑1  Do GP dos Estados Unidos até San Marino, Martini conduziu o M189 e Barilla até o Brasil.